# Teresa Herrera
Teresa Herrera (La Coruña, 10 de noviembre de 1712-ibídem, 22 de octubre de 1791) fue una filántropa española, fundadora del primer hospital en su ciudad natal.

## Biografía
A principios del siglo XVIII, la localidad de La Coruña era una ciudad con 12 000 habitantes y el país estaba en plena guerra de sucesión entre los Borbones de Felipe V y los Austria de Carlos de Habsburgo.
Teresa Herrera nació en la casa de sus padres en la calle Cordonería de La Coruña. A los cuatro años de edad quedó huérfana de padre. Al haber quedado su madre viuda con diez hijos, Teresa se fue del hogar «para ganarse la vida honradamente con sus habilidades» ―según consta en un documento notarial― para no ser una carga para su madre.
Debido a las vicisitudes de la época, casi todos sus hermanos murieron de enfermedad. Su madre agonizante derogó un testamento anterior, y le legó todos los bienes de su esposo a Teresa. Ante lo cual, la hizo jurar que se haría cargo de sus dos hermanas sobrevivientes, especialmente de María Josefa, que había nacido fatua ad nativitatem (‘irracional de nacimiento’), como se les decía en esa época a las personas con discapacidad intelectual.

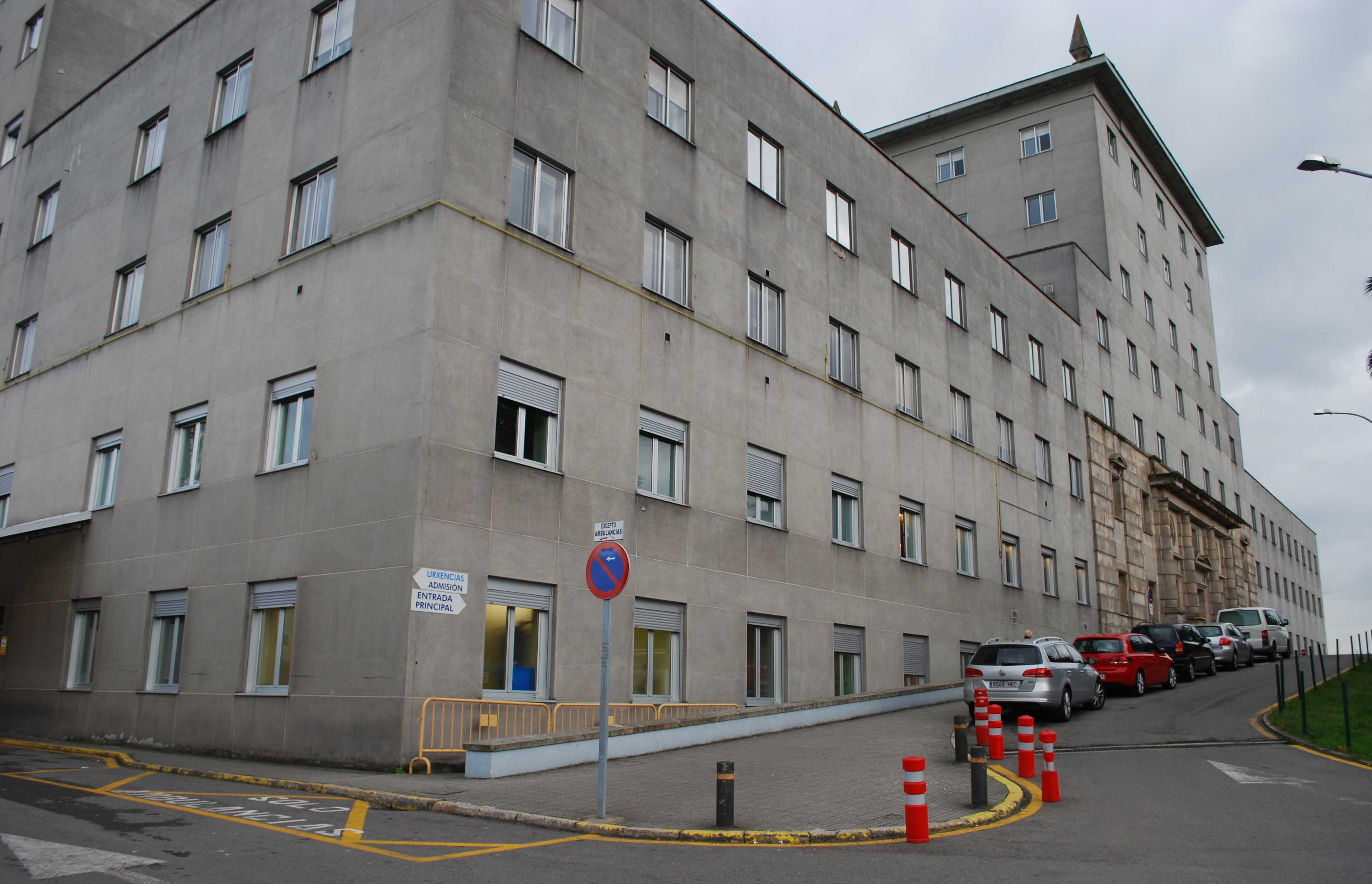
Vista del actual Hospital Materno Infantil «Teresa Herrera».

En la casa paterna, usa la herencia que le deja su madre, sumada a la limosna que obtenía de los fieles de la iglesia, atiende a mujeres enfermas que no podían mantenerse, poniendo a su disposición camas y alimentación.
Así, acaba convirtiendo su casa en lo que el pueblo denominó «el Hospitalillo de Dios».
En la ciudad era reputada como «vella bruxa» (‘vieja bruja’) y «a muller dos demos» (‘la mujer de los demonios’), posiblemente porque recorría de rodillas el trayecto que mediaba de su casa a la Iglesia de San Nicolás, donde practicaba diariamente sus rezos, y se suponía que debía de hacerlo para librarse de los demonios que tendría en su cuerpo.

## Donación para el hospital
En 1789, a los 77 años de edad, Teresa Herrera ―que fue célibe: no se casó ni tuvo hijos― realizó la donación de todo lo que quedaba de su herencia, varias residencias contiguas que habían sido la fuente de su renta, a la congregación religiosa Cofradía de los Dolores, devotos de la Virgen de los Dolores, para que hiciesen realidad su sueño, el de crear un hospital de caridad en La Coruña.
Como era analfabeta, no pudo firmar el acta de donación, pero pidió que en el documento de donación se escribiera esta frase: «Si son cortos mis bienes, es infinita la bondad de Dios para atraer las limosnas de los fieles a esta obra de humanidad, la más consoladora y meritoria que puede practicarse en este mundo».
En los libros del municipio de La Coruña aparecen varias entradas que mencionan a Teresa Herrera:

Teresa Herrera manifiesta su preocupación por que la nueva Casa de Comedias que se quiere construir en la ciudad, se levante en el solar de su vivienda que ha cedido a la Congregación del Espíritu Santo para edificar allí el Hospital de Caridad (9 de mayo de 1790).
Las casas de Theresa Herrera en donde se quiere levantar el nuevo Coliseo frente al Consultado ascienden a 100.000 reales (21 de junio de 1790).
Asientos oficiales de la ciudad de La Coruña

Dos años más tarde, el 14 de junio de 1791, se colocó la primera piedra del dispensario, en un acto solemne al cual asistió ya muy anciana Teresa Herrera, que recorrió el itinerario procesional apoyada en su bastón, cantando con las demás fieles.
Falleció en su ciudad natal el 22 de octubre de 1791. Sus restos descansan en la Capilla de Dolores de la Real Congregación de Dolores y del Espíritu Santo en la Iglesia de San Nicolás, en La Coruña.
Falleció triste por las intrigas que se levantaron nuevamente contra su proyecto. En 1794 se inauguró el hospital.
En el año 1876, el Ayuntamiento acordó dar el nombre de Teresa Herrera a la calle Campo Carballo, que actualmente comienza en la calle de Ferrol y la plaza de Lugo y acaba en la plaza de Pontevedra.

## Reconocimientos
En la ciudad de La Coruña llevan su nombre:
- el Hospital Materno Infantil Teresa Herrera; en 1844, la Junta de Beneficencia de La Coruña puso en la fachada del hospital la inscripción conmemorativa «A la memoria de Teresa Herrera, fundadora».[4]
- la calle peatonal Teresa Herrera;
- el Trofeo «Teresa Herrera» de Fútbol, desde 1946;
- el Bandera «Teresa Herrera» de Remo, desde 1986.
- el Trofeo «Teresa Herrera» de Pádel, desde 2007.
- el rally de automóviles de época Teresa Herrera, organizado por el Club de Automóviles Antiguos de La Coruña.